# Abra (Bootstyp)

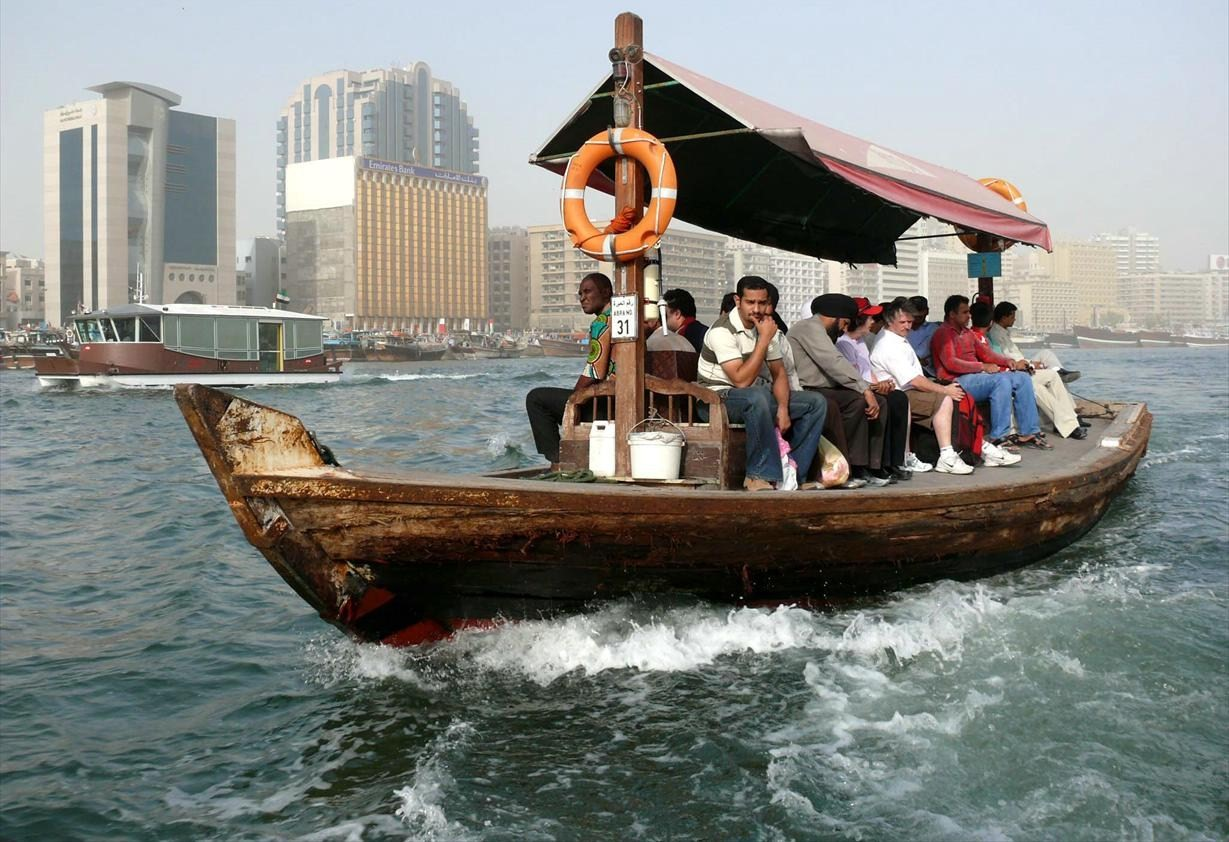
Wassertaxi (Abra), Dubai

Abra (arabisch عبرة, DMG ʿabra) ist ein traditionelles, aus Holz gefertigtes Boot, mit dem Personen in Dubai, Vereinigte Arabische Emirate, über den Dubai Creek befördert werden.

## Aufbau und Ausstattung
Ein mittelgroßes, einmotoriges Boot besitzt eine Kapazität von 20 Passagieren und wird von einem einzelnen Führer aus dem in der Schiffsmitte gelegenen Cockpit gesteuert. Der Platz für die Passagiere ist eine kleine, von einem Baldachin überdachte Plattform um das Cockpit herum. Hier sitzen auf jeder Seite 10 Passagiere mit Blick auf das Wasser. Die Geschwindigkeit kann sich von Boot zu Boot unterscheiden, dagegen ist die Ruderanlage grundsätzlich gleich aufgebaut. Hierbei ist das hölzerne Ruder oft über Seile und Rollen mit einem Mechanismus im Cockpit verbunden.

## Allgemeine Informationen
Der hauptsächliche Verwendungszweck für das Abra war der Transport von einer Seite des Dubai Creek zur anderen, bevor verschiedene Brücken die Überfahrt oder der Al Shindagha Tunnel die Unterquerung des Wasserweges für Automobile ermöglichte. Heutzutage wird es zumeist von Touristen, von einfachen Menschen und Nostalgikern verwendet. Gegenwärtig ist es ein wesentlicher und häufig genutzter Teil des Transportwesens Dubais, der jährlich 15 bis 20 Millionen Passagiere befördert und in seiner Bedeutung stetig an Ansehen gewinnt. Für die Fahrt zwischen den Stadtteilen Deira und Bur Dubai auf den gegenüberliegenden Seiten des Meeresarmes benötigt man fünf bis sieben Minuten. Bei der Überfahrt muss man sich jedoch vor kleinen Kollisionen in Acht nehmen, da die Abras sich speziell in der Nähe der überfüllten Ladeplätze auf engen Räumen begegnen. Aus diesem Grund sind alle Passagiere dazu angehalten, während der gesamten Fahrt sitzen zu bleiben.
Der Abra-Service wird durch Dubais Verkehrsbehörde Roads and Transport Authority (RTA) reguliert. Die RTA ist für die Ausgabe der Lizenzen zum Betrieb der Abras verantwortlich und legt Gebühren und Kapazitäten fest. Die Behörden streben momentan einen Wechsel zu umweltfreundlicheren Treibstoffen oder sogar solarbetriebenen Antrieben an, der allerdings mit einer Erhöhung der bisherigen Fahrpreise einhergeht.
Die alten Ladepiers wurden in der Vergangenheit durch offizielle Ladungsstationen ersetzt, die mit geräumigeren und für die Massenkontrolle ausgelegten Zugängen ausgestattet wurden. Verantwortlich für die Errichtung und Wartung dieser Einrichtungen ist die Dubai Municipality (Stadtverwaltung Dubai). Im Moment sind etwa 150 Abras im Dienst. Die Boote sind von fünf Uhr am Morgen bis um Mitternacht im Einsatz, wobei eine der beiden Routen ganztägig befahren wird. Für eine direkte Überfahrt wird pro Kopf ein Preis von 1 Dirham verlangt oder ein Mietpreis von 100 Dirham pro Stunde (Stand 2012). Mit Rudern ausgestattete Abras sind ebenfalls für 1 Dirham pro Kopf oder 30 Dirham pro Stunde erhältlich.
Im Januar findet, als Teil des Dubai Shopping Festivals, ein Abra-Rennen auf dem Dubai Creek statt, das mit einem Preisgeld von 6000 Dirham dotiert ist.

## Belege
1. ↑  Abras, a traditional means of transportation englisch, abgerufen am 12. Februar 2012